# Kanin nos
Kanin nos (rusky Канин Нос) je mys na severozápadním výběžku poloostrova Kanin v Něneckém autonomním okruhu, v evropské severní části Ruska. Pobřeží je strmé a vysoké 15–20 metrů. Na jihozápadní straně je omýván Bílým mořem a severovýchodní straně Češským zálivem v Barentsově moři. Vegetační pokryv tvoří druhy typické pro tundru. Převládá chov sobů.

## Přírodní poměry
Geologicky je mys součástí Timanských vrchů tvořených předprvohorními metamorfovanými horninami s průniky žuly a jinými hlubinnými vyvřelinami.
Podnebí je subpolární. Průměrná teplota je −0,5 °C, nejstudenějším měsícem je únor, nejteplejší jsou měsíce červenec a srpen. Průměrná rychlost větru dosahuje 7,4 m/s a relativní vlhkost vzduchu je 87 %.

## Stavby

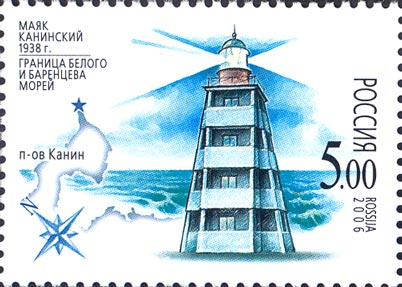
Maják Kanin nos na poštovní známce

Na mysu se nachází meteorologická stanice Kanin nos založená v roce 1915 a maják Kanin nos postavený v roce 1915.